# Stabat Mater (Jenkins)

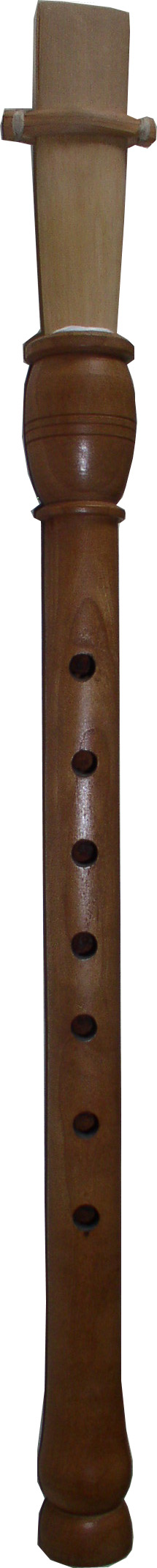
Duduk

Stabat Mater je dílo velšského skladatele Karla Jenkinse z roku 2008, založené na modlitbě Stabat Mater ze 13. století. Stejně jako většina Jenkinsových dřívější prací obsahuje skladba jednak tradiční západní hudbu (orchestr a sbor) a jednak etnické nástroje a vokály, tentokrát zaměřené na Blízký východ. Skladbu poprvé nahrál orchestr a sbor Královské liverpoolské filharmonie spolu s dvěma sólisty, litevskou mezzosopranistkou Jurgitou Adamonyte a anglickou muzikantkou Belindou Sykesovou, která zpívá a hraje na duduk, arménský nástroj vyrobený ze třtiny.

## Pozadí díla
Dílo Stabat Mater napsané ve 13. století je ve svém názvu zkratkou prvního řádku textu Stabat Mater dolorosa („Stála matka bolestiplná“). Báseň odráží utrpení Marie, Ježíšovy matky, v době jeho ukřižování. Na první nahrávce trvá celá skladba přes jednu hodinu, a tak je Jenkinsonova kompozice básně o 20 slokách jednou z nejdelších ze stovek existujících kompozic díla.[zdroj⁠?!]

## Jenkinsova adaptace
Stabat Mater se sice zaměřuje na utrpení Marie, ale na rozdíl od většiny úprav díla používá Jenkins i jiné jazyky než latinu a angličtinu. Jenkinsova práce se klene přes dvanáct vět, z nichž v šesti používá jiné texty, než jsou v původní básni. Zahrnuje Jenkinsonovu sborovou úpravu „Ave verum“, původně napsanou pro velšského operního pěvce Bryna Terfela; část „And the Mother did weep“ („A matka plakala“), která obsahuje jediný řádek zpívaný současně v angličtině, latině, řečtině, aramejštině a hebrejštině; „Lament“, báseň Jenkinsovy manželky Caroly Barrattové; a „Incantation“, která je částečně zpívaná v rané arabštině. Dílo také obsahuje dvě básně – báseň od perského básníka Rúmiho a výňatek z Eposu o Gilgamešovi, přeložený do angličtiny a aramejštiny.
Přidání arménského duduku (nebo případně nástroje neye) zesiluje východní atmosféru a jeho hluboký dvojitý zvuk přidává k dílu bohatší a rezonanční rozměr, než jaký je možné dosáhnout pomocí samotného orchestru. Vedle duduku v Jenkinsově díle vystupují bicí nástroje ze Středního východu, jako je darbuka, def, doholla a riq.
První věta je rozšířenou variací na album Adiemus, Cantus: Song of Tears, používající stejný formát (s jemným úvodem, který předchází hlavní melodii) a stejnou harmonizaci. V sedmé větě „A matka plakala“ upravuje Jenkins „Amaté Adea“, sedmou skladbu z jeho prvního alba Adiemus.

## Premiéra a nahrávka
Skladba měla světovou premiéru v anglikánské katedrále v Liverpoolu v sobotu 15. března 2008 a provedla jí Královská liverpoolská filharmonie, sbor a orchestr, Jurgita Adamonyté a Belinda Sykesová; byla řízena samotným Jenkinsem. Dílo bylo zároveň nahráno ve stejném obsazení a se sborem EMO Ensamble z Helsinkek a vyšlo u značky EMI dne 10. března 2008.
Premiéra v České republice se konala 23. září 2018 v dómu sv. Václava v Olomouci za účasti Filharmonie Bohuslava Martinů Zlín, smíšeného pěveckého sboru Ars Brunensis z Brna, se sólisty Lucií Ceralovou (alt), Ivou Bittovou (etnicky zpěv) a Vlastislavem Matouškem (flétny šakuhači).

## Věty
Jenkinsova Stabat Mater je rozdělena na 12 vět. Na rozdíl od svého Requiem autor v žádné větě nekombinuje dohromady liturgické i neliturgické texty.
| Věta                                                                  | Text/jazyk(y)                                                                      |
| --------------------------------------------------------------------- | ---------------------------------------------------------------------------------- |
| 1. Cantus lacrimosus (plný sbor, komorní sbor)                        | Verše 1-4 ze Stabat Mater                                                          |
| 2. Incantation (zpěvák)                                               | Tradiční texty (arabština)                                                         |
| 3. Vidit Jesum v tormentis (komorní sbor)                             | Verše 5-10 ze Stabat Mater                                                         |
| 4. Lament (mezzo-soprán)                                              | Báseň Carol Barrattové (anglicky)                                                  |
| 5. Sancta Mater (plný sbor, komorní sbor)                             | Verše 11-14 ze Stabat Mater                                                        |
| 6. Now my life is only weeping (mezzosoprán, zpěvák, komorní sbor)    | Rumiho báseň (angličtina, aramejština)                                             |
| 7. And the Mother did weep (komorní sbor)                             | Řádka textu Karla Jenkinse (angličtina, hebrejština, latina, aramejština, řečtina) |
| 8. Virgo Virginum (komorní sbor)                                      | 15. verš ze Stabat Mater                                                           |
| 9. Are you lost out in darkness? (mezzo-soprán, zpěvák, komorní sbor) | Epos o Gilgamešovi (angličtina, aramejština)                                       |
| 10. Ave verum (komorní sbor)                                          | Ave Verum Corpus (latina)                                                          |
| 11. Fac, ut portem Christi mortem (komorní sbor)                      | Verše 16-17 ze Stabat Mater                                                        |
| 12. Paradisi Gloria (plný sbor, komorní sbor)                         | Verše 18-20 ze Stabat Mater                                                        |